# قاعدة إنجرليك الجوية

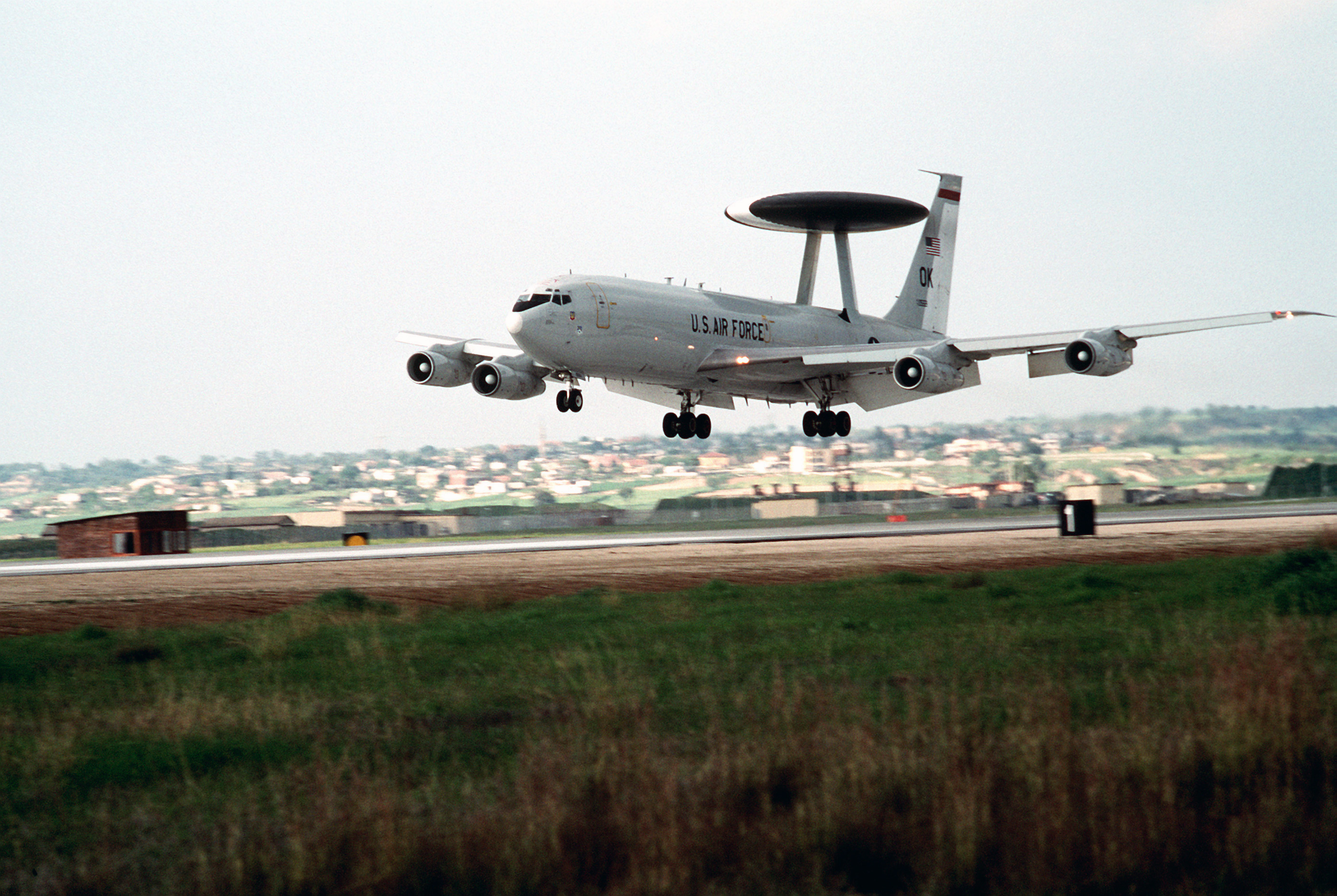
طائرة عسكرية تتبع القوات الجوية الأمريكية من طراز بوينغ إي-3 سينتري «أواكس» تقل نظام الإنذار المبكر والتحكم لفرض مناطق حظر الطيران العراقية من القاعدة في ما بعد سنة 1991م

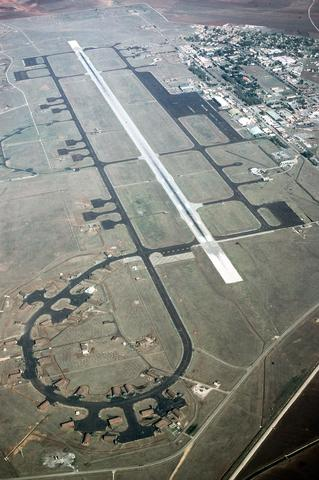
An aerial view of the airfield at Incirlik Air Base, circa 1987

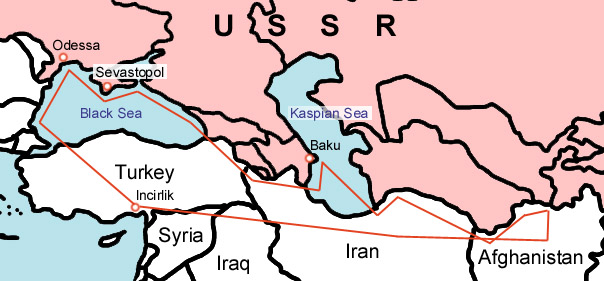
Composite Recon Track requiring two missions

قاعدة إنجرليك الجوية Incirlik Air Base ((بالتركية: İncirlik Hava Üssü)‏) (إياتا: UAB، إيكاو: LTAG) هي قاعدة جوية تركية تزيد مساحتها عن 3320 فدانًا بقليل (1335 هكتارًا)، وتقع في حي إنجرليك بمدينة أضنة في تركيا داخل منطقة حضرية يبلغ عدد سكانها 1.7 مليون نسمة، على بعد 10 كم (6 ميل) شرق قلب المدينة، و32 كم (20 ميلًا) داخليًا من البحر الأبيض المتوسط. يعد سلاح الجو الأمريكي والقوات الجوية التركية المستخدمين الأساسيين للقاعدة الجوية، على الرغم من استخدامها في بعض الأحيان من قبل القوات الجوية الملكية السعودية. القاعدة هي أيضًا موطن فوج المدفعية 74 المضادة للطائرات (وحدة باتريوت) للجيش الإسباني.
قاعدة إنجرليك الجوية هي موطن الجناح الجوي العاشر (آنا جيت أسو أو AJÜ) من قيادة القوات الجوية الثانية (هافيت كوموتانليجي) من سلاح الجو التركي. توجد أجنحة أخرى لهذا الأمر في مرزيفون (LTAP)، ملاطية / إرهاش (LTAT) وديار بكر (LTCC).
اعتبارًا من أواخر عام 2002، كان عدد أفراد القوات الجوية الأمريكية في لقاعدة إنجرليك يقارب 5000 طيار مع وجود بضع مئات من افراد سلاح الجو الملكي والقوات الجوية التركية. الوحدة الأساسية المتمركزة في قاعدة إنجرليك هي جناح القاعدة الجوية رقم 39 (39 ABW) من سلاح الجو الأمريكي. تمتلك قاعدة إنجرليك الجوية مدرجًا بطول 3,048 م (10,000 قدم)، يقع بين حوالي 57 ملاجئًا للطائرات. يتم تخزين الأسلحة النووية التكتيكية في القاعدة. من بينها «ما يصل إلى» 50 قنبلة نوويةمن نوع بي 61.

## تاريخ تأسيسها
تم اتخاذ قرار بناء قاعدة إنجرليك الجوية خلال مؤتمر القاهرة الثاني [الإنجليزية] في ديسمبر 1943، لكن البناء لم يبدأ إلا بعد نهاية الحرب العالمية الثانية. بدأ سلاح المهندسين في الجيش الأمريكي العمل في ربيع عام 1951. خطط سلاح الجو الأمريكي في البداية لاستخدام القاعدة كموقع انطلاق للقوات في حالات الطوارئ واستعادة القاذفات المتوسطة والثقيلة. وقعت هيئة الأركان العامة التركية والقوات الجوية الأمريكية اتفاقية استخدام مشترك للقاعدة الجوية الجديدة في ديسمبر 1954. في 21 فبراير 1955، تم تسمية القاعدة الجوية رسميًا باسم قاعدة أضنة الجوية، مع سرب القاعدة الجوية رقم 7216 كوحدة مضيفة. تم تغيير اسم هذه القاعدة الجوية إلى «قاعدة إنجرليك الجوية» في 28 فبراير 1958.